# Dominicas de la Congregación de Santa Catalina de Siena de Oakford
La Congregación de Santa Catalina de Siena de Oakford (oficialmente en inglés: Dominican Sisters of the Congregation of St. Catherine of Siena of Oakford) es una congregación religiosa católica femenina, de vida apostólica y de derecho pontificio, fundada por la religiosa sudafricana Mary Gabriel Foley, en Oakford, en 1890. A las religiosas de este instituto se les conoce como Dominicas de la Congregación de Santa Catalina de Siena de Oakford o simplemente como dominicas de Oakford. Las mujeres de esta congregación posponen a sus nombres las siglas O.P.

## Historia
La congregación tiene su origen en las Dominicas de la Congregación de Santa Catalina de Siena de King William's Town. Esta congregación fundó una casa en Oakford, a petición de Charles-Constant Jolivet, vicario apostólico de Natal. La comunidad fue fundada por la religiosa Mary Gabriel Foley el  30 de marzo de 1889. Una vez establecida la comunidad, se independizó totalmente de la casa madre el 30 de mayo de 1890.
El instituto recibió la aprobación como congregación de derecho diocesano el 30 de mayo de 1890, de parte del obispo Jolivet, fue agregado a la Orden de los Predicadores el 18 de abril de 1915 y recibió la aprobación pontificia de parte del papa Pío XI, mediante decretum laudis del 18 de noviembre de 1926.

## Organización
La Congregación de Santa Catalina de Siena de Oakford es una congregación religiosa internacional, de derecho pontificio y centralizada, cuyo gobierno es ejercido por una priora general, es miembro de la Familia dominica y su sede central se encuentra en Johannesburgo (Sudáfrica).
Las dominicas de Oakford se dedican a las misiones, especialmente en el campo de la educación e instrucción cristiana de la juventud, de la atención de los enfermos y otras obras de caridad. En 2017, el instituto contaba con 137 religiosas y 15 comunidades, presentes en Alemania, Estados Unidos, Reino Unido y Sudáfrica.